# David Kammenos
David Kammenos est un acteur français, né le 13 juin 1976 à Bourgoin-Jallieu.

## Biographie
D’origine gréco-italienne, David Kammenos quitte Lyon après des études d'histoire de l'art pour s'installer à Paris et y suivre des cours de théâtre.
Au cinéma, il tourne avec Olivier Baroux, Olivier Marchal et Lisa Azuelos. À la télévision, il obtient son premier rôle en remplaçant Sagamore Stévenin  dans la série Falco,,.
En 2019, il tient l'un des rôles principaux dans La Dernière Vague, feuilleton fantastique diffusé sur France 2.

## Filmographie

### Cinéma

#### Longs métrages
- 2001 : La Répétition de Catherine Corsini : Thierry
- 2005 : L'Empire des loups de Chris Nahon : Azer Zeki
- 2006 : Comme t'y es belle ! de Lisa Azuelos : Simon
- 2006 : L'Âge d'homme... maintenant ou jamais ! de Raphaël Fejtö
- 2008 : Le Transporteur 3 d’Olivier Megaton : le chauffeur au marché
- 2009 : Aliker de Guy Deslauriers : le gendre
- 2011 : Les Tuche d’Olivier Baroux : Omar
- 2011 : Les Lyonnais d’Olivier Marchal : Carlo
- 2012 : Être rêvé de Tito Gonzalez Garcia : lui
- 2013 : Les Eléphants d’Emmanuel Saada : Louis
- 2016 : Los soles vagabundos de Tito Gonzalez Garcia : Francesco
- 2016 : L'Origine de la violence d'Elie Chouraqui : Kolb, en 1941
- 2016 : L'Homme d'après de Clarisse Canteloube : Marcel
- 2018 : La Maladie du dimanche (La enfermedad del domingo) de Ramón Salazar : Matthieu Joven
- 2018 : Boomerang de Nicole Borgeat : Ferhat Xani

#### Courts métrages
- 2002 : Alice (moyen métrage) de Sylvie Ballyot :
- 2008 : Por nada d'Eugenio Recuenco : lui
- 2008 : Marrakech d'Alvaro De La Herrán
- 2011 : Un Homme, Une Femme, Un Chat d'Axel Philippon
- 2011 : Fragments d'un Voyage Immobile de Lionel Mougin : Max
- 2011 : Marche forcée de Thomas Gayrard : Lucas
- 2013 : L'île à midi de Philippe Prouff : Marini
- 2013 : Masculin/Masculin de Tito Gonzalez Garcia : le modèle
- 2015 : La Segunda Derrota d'Eugenio Recuenco
- 2016 : Manuscrit trouvé dans l'oubli d'Eugenio Recuenco :
- 2017 : El domingo de Ramon Salazar : Mathieu Joven
- 2018 : Noir de Marina Ziolkowski
- 2018 : Oedipe de Tito Gonzalez Garcia
- 2018 : Pendant que les champs brûlent de Louve Dubuc Babinet : Gaston, le mari
- 2019 : La Vallée Blanche d'Ethan Selcer
- 2019 : Roberto Le Canari de Nathalie Saugeon : Julien
- 2019 : 19 de Marina Ziolkowski : Vincent
- 2020 : Rédemption zéro de Barabé Bizarre et Oscar Bizarre
- 2024 : Ne me quitte pas de Karim Huu Do : Matthias

### Télévision
- 2010 : Matadoras (mini-série) de Miguel Courtois : Mando Pak
- 2011 : Le Piège afghan (téléfilm) de Miguel Courtois : Hassan
- 2016 : Braquo (série télévisée), saison 4, épisodes 7 et 8 de Frédéric Jardin : Bogdan Sikorski
- 2016 : Falco (série télévisée), saison 4, 6 épisodes : Maxime
- 2017 : Meurtres à... (collection) : Les Brumes du souvenir (téléfilm) de Sylvie Ayme : François Gilbert
- 2016 : On va s'aimer un peu, beaucoup...  (téléfilm) de Stéphane Malhuret
- 2017 : Le Sang des îles d'or (téléfilm) de Claude-Michel Rome : Yann Tesla
- 2017 : Profilage (série télévisée), saison 8, épisode 7 Intime conviction - Partie 1 de Vincent Jamain : David Weber
- 2017 : Meurtres à... (collection) : Meurtres à Orléans (téléfilm) de Jean-Marc Seban : Philippe Gransac
- 2018 : Ben (série) d’Akim Isker : Docteur Loïc Jabert
- 2018 : Le Pont du Diable (téléfilm) de Sylvie Ayme : Franck Livarois
- 2019 : La Dernière Vague (mini-série) de Rodolphe Tissot : Ben Lebon
- 2019 : Meurtres à... (collection) : Les Murs du souvenir (téléfilm) de Sylvie Ayme : François Gilbert
- 2020 : Meurtres à... (collection) : Les Ondes du souvenir (téléfilm) de Sylvie Ayme : François Gilbert
- 2020 : Meurtres à... (collection) : Meurtres à la Pointe du Raz (téléfilm) de Laurent Dussaux : Jérémy Meyer
- 2020 : West Perdidos (web-série)
- 2021 : Coups de sang (téléfilm) de Christian Bonnet : François Delgado
- 2022 : Meurtres à... (collection) : Menace sur Kermadec (téléfilm) de Bruno Garcia : Franck Servigne
- 2022 : Et la montagne fleurira (mini-série) d'Éléonore Faucher : Ailhaud de Volx
- 2022 : Répercussions (téléfilm) de Virginie Wagon : Paul
- 2023 : La Vie devant toi (téléfilm) de Sandrine Veysset : Mathieu Saugier
- 2023 : Tout cela je te le donnerai (mini-série) de Nicolas Guicheteau : Manuel Ortigosa
- 2024 : Supersex (série) : Jean-Claude
- 2024 : The New Look (série) de Todd A. Kessler : Jacques
- 2024 : Meurtres à... (collection) : Meurtres à Tournai (téléfilm) de Gary Seghers : Vincent Ranier
- 2025 : Je sais pas de Fred Grivois
- 2025 : La Rebelle : Les Aventures de la jeune George Sand (mini-série) de Rodolphe Tissot : Varanches
- 2025 : Vidal (téléfilm) de Bénédicte Delmas : Docteur Vidal

## Théâtre
- 2008 : Dans ces eaux là de Bernadette Gaillard, Le Grand R De La Roche-sur-Yon
- 2011 : Materiau Rimbaud de Catherine Goffin
- 2013 : Antigona, Théâtre Espagnol El Matadero, Madrid
- 2018 : Douce Amère de Jean Poiret, mise en scène de Michel Fau,  Bouffes Parisiens